# Yonnondio
Yonnondio: From the Thirties 是美国作家蒂莉·奥尔森（Tillie Olsen）的小说。该小说创作于1930年代，但直到1974年才出版。小说细致描述了霍尔布鲁克（Holbrook）一家在1920年代艰难的生活。Yonnondio不仅探索了工人阶级家庭的生活，还涉及孕产、社会经济秩序和大萧条前的时代等主题。这是一部未完成的作品。

## 故事
小说始于怀俄明州的一个煤矿小镇。吉姆·霍尔布鲁克（Jim Holbrook）在煤矿工作，他酗酒并时常殴打妻子安娜（Anna）和孩子们。矿工的收入入不敷出且时刻面对煤矿事故的威胁。大女儿玛琪（Mazie）差点被疯狂的矿工希恩·麦克沃伊（Sheen McEvoy）扔下矿井，后因惊吓发烧。霍尔布鲁克一家计划在春季向东搬迁。安娜做各种短工赚钱，为搬家做财务准备。吉姆因新老板的粗心大意而遭遇了煤矿爆炸，失踪了五天。在吉姆回来后，他下定决心和家人离开小镇。
春天，霍尔布鲁克一家离开了煤矿小镇，穿越内布拉斯加州和南达科他州，抵达他们的佃户农场。农场的田园风光让霍尔布鲁克一家最初对前景感到乐观。他们第一次有了健康饮食，玛琪和弟弟威尔（Will）开始上学。玛琪对教育产生兴趣，并与隔壁学识渊博的老考德威尔（Caldwell）结为朋友。随着冬天的临近，吉姆意识到在农场辛勤工作一年以后，全家仍然负债累累。冬天到来，霍尔布鲁克一家不再有足够的食物，安娜怀孕并生病。在发生婚姻纠纷后，吉姆离开了家庭，十天后返回。
在小女儿贝斯（Bess）出生后，他们全家离开农场，搬到内布拉斯加州的奥马哈。他们在屠宰场附近的城市贫民窟居住。这里的气味令孩子们生病，而安娜已经无法在家中管束他们。玛琪成日做白日梦超脱于现实，她幻想着农场以逃避对城市的恐惧。吉姆工作的收入不足以养家。安娜流产后卧床了几天，在她身体恢复后开始为别人洗衣服以补贴家用，尽管吉姆明确表示反对。独立日，当孩子们玩起吉姆买的烟花，而玛琪被排除在外时，她开始产生性别意识。在热浪中，安娜继续独自工作，用水果罐头装满整个冬天的食物，而孩子们则在街上奔跑，在垃圾场扫荡。小说在霍尔布鲁克的公寓结束，安娜给本（Ben）唱歌。贝丝热情地将一个罐头盖敲在地板上，一家人第一次一起收听广播。

## 人物
玛琪·霍尔布鲁克（Mazie Holbrook）：吉姆和安娜的长女。尽管在小说的开头她只有六岁半，但已经在家里承担了许多责任。她帮助母亲烧火、做饭并照顾弟妹。玛琪的性格随着小说中事件的发展以及她的社会地位的改变而改变。她经常沉浸在自己的白日梦中，用发呆来逃避严酷现实。她认为星星是“房屋的灯，或是夜晚绽放的花朵”（46）。大多数批评家认为，如果小说完成，长大后的玛琪将成为革命性的角色。
安娜·霍尔布鲁克（Anna Holbrook）：玛琪的母亲。她认为，教育是她的孩子们实现阶级向上流动的唯一途径。她告诉玛琪：“教育是你们这些孩子所要获得的东西。这意味着你们的双手保持干净，并且能在办公室读书和工作”（4）。她从丈夫那里遭受的暴力在一定程度上又反射到她对孩子们的呼喊和不断殴打。有时候，她是位活跃的家庭主妇，总是忙于罐头食品或洗衣服，但当由于流产而生病时，她通常会睡觉，房子和孩子们则无人看管。
吉姆·霍尔布鲁克（Jim Holbrook）：他是霍尔布鲁克家的一家之长。为了维持生计，他从一个工作换到另一个工作，先是煤矿工人，接着是农民，最后是肉类包装工人。和其他大多数工人一样，他去酒吧买醉以逃避现实。家庭遭受的经济压力反映在吉姆对妻子和孩子的暴力态度上：“除了沉重打击，他什么也给不了孩子们。他还经常殴打安娜以至于次数多得都记不清”（9）。然而，在小说的某些部分，他也会照顾生病的妻子，并与孩子们玩耍。
威尔（Will）和本（Ben）·霍尔布鲁克：玛琪的弟弟。威尔在小说的开头就附属于玛琪。但是，随着年龄的增长，他希望独立并且拥有自己的朋友、秘密冒险和小玩意。本身体虚弱，患有肺部疾病，尤其是当家人搬到靠近屠宰场的臭气熏天和肮脏的地方时。
吉米（Jimmie）和贝丝（Bess）·霍尔布鲁克：家庭中最小的儿子和女儿。尽管贝丝在小说中的角色非常有限，但她抓住罐头盖子并热情地将其撞在地板上时，以乐观的语气结束了这本未完成的小说。

## 主题
大萧条前：尽管这部小说是在大萧条时期写的，但故事的主要情节发生在1920年代。尽管大萧条的主题在这个家庭的挣扎和磨难中可见，正如Burkom和Williams所说，Yonnondio实际上比F.斯科特·菲茨杰拉德的《伟大的盖茨比》更现实地代表了1920年代。通过探索工人阶级的生活，这部小说真实描绘了“不为人知的美国工人阶级所处的难以忍受的肮脏条件。”假如小说完成，它将通过角色计划参与无产阶级运动更准确地代表大萧条时代。
母性：母性是整个Yonnondio的中心主题，因为玛琪的主要视角是观察和评价她的母亲安娜。正如Deborah Rosenfelt所说，这部小说的重点是：“空前的满足和尽责感，以及压倒一切的繁重母性负担。”玛琪看着安娜作为妻子和母亲孜孜不倦地工作，为了孩子们放弃自己的健康和幸福。为了达成自己的目标，安娜会做任何必要的事情，无论多么极端（从事额外的工作，寻找可替代的食物来源，损害自己的健康）。母性被玛琪视为母亲对子女的重大牺牲。但是，有时她的职责重叠会产生相反的效果。由于安娜的繁琐工作和经济义务使得她没有经历照顾孩子，他们经常在没有监督的情况下自由游荡并处于危险之中。
梦魇：在这方面，小说围绕着这样一种观念，即生活总是在担心食物匮乏或没有足够的钱，无法逃脱或在煤矿中死亡的恐惧中。从第一句话开始，角色就一直处于烦恼和沮丧的状态：“哨声总是惊醒玛琪”（1）。每天他们都被提醒，被来自矿井的死亡之声惊醒：小镇上每个男性工人的命运。当一个矿工试图将玛琪扔进矿井时，作为女孩的她也被矿井吞噬。根据Bonnie Lyons的说法：“这名矿工将矿山想象成一个贪婪的女人[……] [并且]将女人视为吞食者而不是养育者这一事实表明了他的极端处境，总的来说这是经济和社会状况的结果。”这些角色因他们的处境而陷入梦魇——导致了下一个主题。
能力与环境：小说的主要思想之一是霍尔布鲁克家庭的行为不是本能的，而是他们生活状况的产物：他们的环境。其中包括贫穷、教育、工作条件、父权制和空间；也就是说，只要稍作改动，他们的生活就可以大大改善，暴力和绝望将减少。这个主题还指的是小说本身，就是让孩子长大后成为活动家并摆脱繁重的劳动。玛琪和她的兄弟是：“向西[……]成为组织者[……][并写出]她的人民的经历。”奥尔森的生活状况导致这本小说于1970年代在未完成的状态下被编辑出版。

## 出版
奥尔森在1932年开始写Yonnondio: From the Thirties时才19岁。她设法在1934年出版的《党派评论》（Partisan Review）中以“铁喉（The Iron Throat）”的标题出版了第一章的一部分。然而，由于怀有第二个孩子以及政治活动和工作，她搁置了未完成的书稿，直到40年后才在寻找另一本手稿时找到它们。奥尔森汇总了被找到的大量手稿，以展示这本未完成的小说。她指出，尽管她不得不决定不同场景的位置以及是否包括一些草稿，但她并未添加或重写小说的任何部分。这本未完成的小说出版于1974年。该书已经由不同的出版社出版，包括Faber and Faber（1974），Delacorte出版社（1974），Dell出版社（1979），Virago出版公司（1980），Delta（1988），Bantam Doubleday Dell以及内布拉斯加大学出版社（2004）。

### 脚注
1. ↑  Burkom and Williams 50
2. ↑  Rosenfelt 79
3. ↑  Lyons 150
4. ↑  Rosenfelt 72